# 日本顎変形症学会
特定非営利活動法人日本顎変形症学会（にほんがくへんけいしょうがっかい、The Japanese Society for Jaw Deformities;JSJD）とは、顎変形症についての学問を取り扱う専門学術団体の一つである。日本歯科医学会の認定分科会。

## 概要
1982年に設立された顎変形症研究会を元に、1991年に設立された。2005年7月1日より特定非営利活動法人。2012年9月30日現在会員数2,087名。2013年現在、理事長は飯田順一郎。

## 総会
- 年1回

## 本部事務局
- 東京都江東区深川2丁目4番11号

## 学会誌
- 『日本顎変形症学会雑誌』年4回発刊 ISSN 0916-7048 全国書誌番号:00086062

## 大会等
| 年     | 月日          | 名称                                                                     | 会長       | 会場                             | テーマ                                               | 参加者数 | 備考   |
| ------ | ------------- | ------------------------------------------------------------------------ | ---------- | -------------------------------- | ---------------------------------------------------- | -------- | ------ |
| 2003年 | 6月27日～28日 | 第13回日本顎変形症学会総会                                               | 大畑昇     | 札幌コンベンションセンター       | 形態と機能の調和と求めて                             |          | [ 3 ]  |
| 2004年 | 5月25日～26日 | 第14回日本顎変形症学会総会                                               | 本田武司   | シーホークホテル&リゾート        | 安全な顎変形症の治療を目指して                       |          | [ 4 ]  |
| 2005年 | 6月2日～3日   | 第15回日本顎変形症学会総会                                               | 長山勝     | 徳島県郷土文化会館               |                                                      |          | [ 5 ]  |
| 2006年 | 6月21日～22日 | 第16回日本顎変形症学会総会                                               | 山口秀晴   | 幕張メッセ                       | 顎変 State of the Art                                |          | [ 6 ]  |
| 2007年 | 6月21日～22日 | 第17回特定非営利活動法人日本顎変形症学会総会                             | 齊藤力     | 朱鷺メッセ                       | Broad Collaboration －顎変形症治療の未来に向かって－ |          | [ 7 ]  |
| 2008年 | 6月17日～18日 | 第18回特定非営利活動法人日本顎変形症学会総会                             | 後藤滋巳   | 名古屋国際会議場                 | 調和 The harmony of …                                |          | [ 8 ]  |
| 2009年 | 6月4日～5日   | 第19回特定非営利活動法人日本顎変形症学会総会                             | 川村仁     | 仙台国際センター                 | Quality of Treatment Goal                            |          | [ 9 ]  |
| 2010年 | 6月15日～16日 | 第20回特定非営利活動法人日本顎変形症学会総会                             | 井上農夫男 | 札幌プリンスホテル国際館パミール | 治療目標の設定と安定性                               |          | [ 10 ] |
| 2011年 | 6月16日～17日 | 第21回特定非営利活動法人日本顎変形症学会総会 ･30周年記念国際シンポジウム | 森山啓司   | 一橋記念講堂                     | 顎変形症治療の新時代を紡ぐ                           |          | [ 11 ] |
| 2012年 | 6月18日～19日 | 第22回特定非営利活動法人日本顎変形症学会総会                             | 白土雄司   | 福岡国際会議場                   | よりよい明日 - ふり返り、そして前進 -                |          | [ 12 ] |
| 2009年 | 6月22日～23日 | 第23回特定非営利活動法人日本顎変形症学会総会・学術大会                   | 覚道健治   | 大阪国際会議場                   | 顎変形症治療におけるパラダイムシフト                 |          | [ 13 ] |

## 加盟団体
- 日本歯科医学会 2009年より認定分科会。[14]
- 日本歯学系学会協議会

## 関連学会
- 日本口腔外科学会
- 日本口腔科学会
- 日本口蓋裂学会
- 日本矯正歯科学会
- 日本補綴歯科学会
- 日本口腔内科学会
- 日本顎口腔機能学会
- 日本形成外科学会

## 関連事項
- 歯学／歯科
- 口腔外科学／歯科補綴学／歯科矯正学
- 学会の一覧／研究会